# Józef Stogowski
Józef Bronisław Stogowski (Toruń, 1899. november 27. – Toruń, 1940. május 14.) lengyel jégkorongozó, olimpikon.
Az 1928. évi téli olimpiai játékokon játszott először a jégkorongtornán a lengyel csapatban. A B csoportba kerültek, ahol rajtuk kívül csak kettő csapat volt. Első mérkőzésükön 2–2-es döntetlent játszottak a svédekkel, majd egy szoros mérkőzésen 3–2-re kikaptak a csehszlovák csapattól. A csoportban az utolsó helyen végeztek 1 ponttal. Összesítésben a 9. lettek. Stogowski a svédek ellen játszott és gólt nem ütött.
Az 1932. évi téli olimpiai játékokon is játszott a jégkorongtornán. Ez az olimpia az USA-ban volt és csak 4 válogatott vett részt: Kanada, USA, Németország és Lengyelország. Egy csoportba került mind a 4 csapat és oda-visszavágós rendszer alapján játszottak. Mind a 6 mérkőzésen kikaptak. Csak 3 gólt tudtak ütni.
Utoljára az 1936. évi téli olimpiai játékokon vett részt a jégkorongtornán. Az A csoportba kerültek. Kanadától és az osztrákoktól kikaptak majd megverték a letteket. A csoportban a 3. helyen végeztek és nem jutottak tovább. Összesítésben a 9. helyen végeztek.
Részt vett még 5 jégkorong-világbajnokságon. Az 1930-ason, az 1931-esen, az 1933-ason, az 1935-ösön, és az 1937-es jégkorong-világbajnokságon. Az 1931-es világbajnokság jégkorong-Európa-bajnokságnak is számított és így ezüstérmesek lettek
Klubcsapata a Toruński KH és a AZS Poznań volt.